# 灰孔雀雉

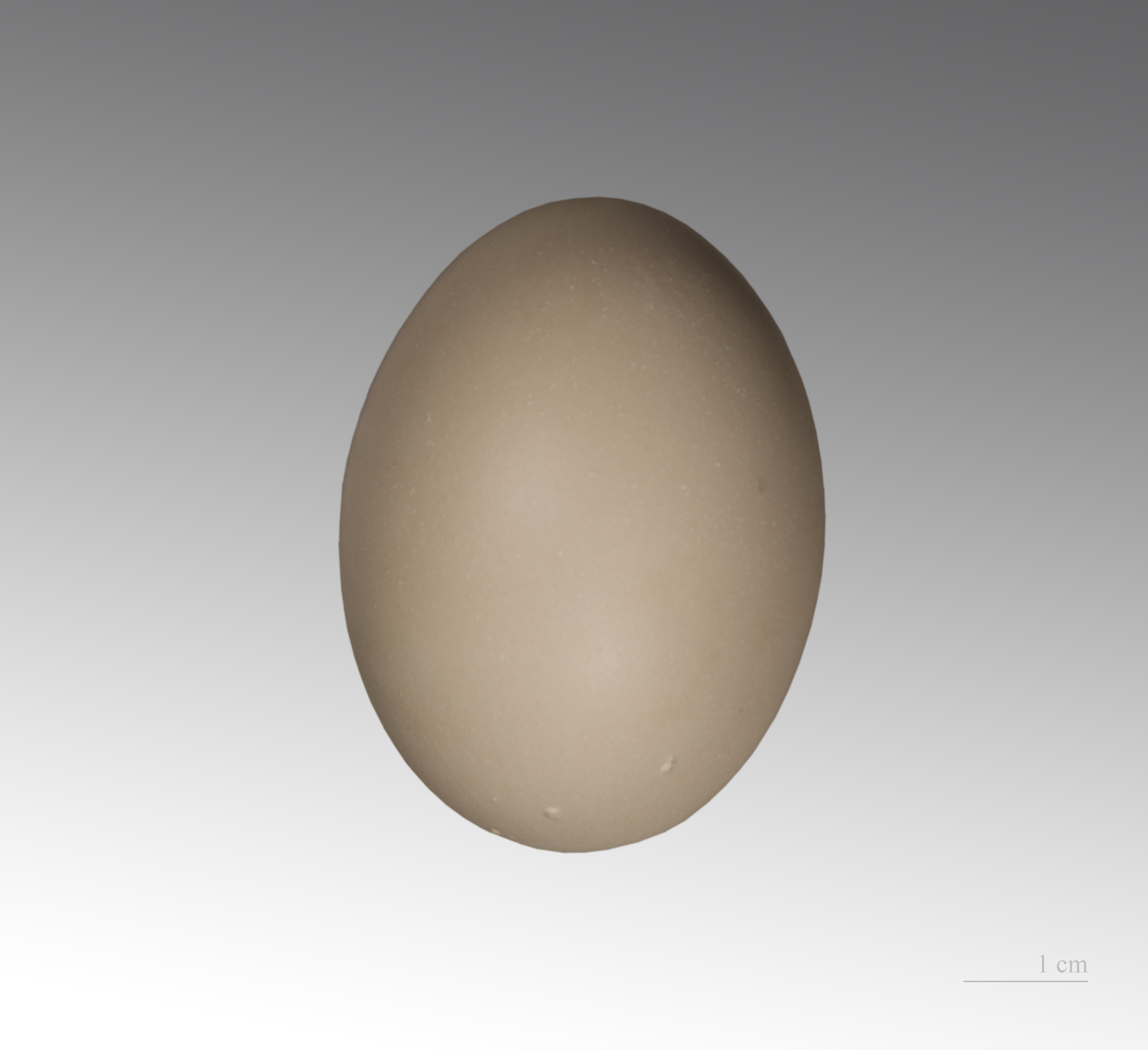
Polyplectron bicalcaratum

灰孔雀雉（学名：Polyplectron bicalcaratum）为雉科灰孔雀雉属的鸟类。分布于锡金、不丹、印度、缅甸、泰国、越南以及中国大陆的云南、海南等地，多栖息于1500米的山林竹丛。该物种的模式产地在缅甸索亚。

## 保护
- 中国国家重点保护动物等级：一级
- 被列為《瀕危野生動植物種國際貿易公約》附錄二的物種，被限制出口及貿易。

## 亚种
- 灰孔雀雉指名亚种（学名：Polyplectron bicalcaratum bicalcaratum）。分布于印度阿萨姆邦、中南半岛北部以及中国大陆的云南等地。该物种的模式产地在缅甸索亚。[3]
- 灰孔雀雉海南亚种（学名：Polyplectron bicalcaratum katsumatae），是中国的特有物种。分布于海南等地。该物种的模式产地在海南五指山。[4]